# San Sebastiano (Ribera)
San Sebastiano è un dipinto a olio su tela (200x149 cm) realizzato nel 1636 dal pittore Jusepe de Ribera e distrutto nell'incendio della Flakturm Friedrichshain nel 1945.

## Storia
Il committente dell'opera e la sua prima ubicazione è materia di dibattito, anche se oggi si ritiene principalmente che fosse esposta alla Chiesa di Pasquale Baylón a Madrid. Fino al 1821 l'opera rimase nella collezione privata dell'imprenditore britannico Edward Solly, per poi essere acquistata dall'industriale Barthold Suermondt, che ne rimase il proprietario fino al 1874. Fu in quell'anno che il dipinto fu acquistato dal Gemäldegalerie di Berlino, successivamente inglobato dal Kaiser-Friedrich-Museum. Dopo lo scoppio della seconda guerra mondiale San Sebastiano fu trasferito alla Flakturm Friedrichshain, dove rimase distrutto in un incendio nel maggio del 1945. Non si ha la certezza assoluta che il dipinto sia stato distrutto, visto i saccheggi e le razzie che in quei giorni venivano commessi sia dai cittadini tedeschi che quelli sovietici (e alcune opere ritenute perse riapparvero poi in Russia), ma questa rimane comunque l'ipotesi più probabile.

## Analisi dell'opera
Per quanto la perdita dell'opera originale rende difficile dare giudizi critici, anche dalle fotografie gli esperti hanno notato e lodato l'eleganza della figura e dell'ambiente circostanze, illuminato dalla luce della luna. Una guida del museo del 1911 descrive l'opera lodandone la raffinatezza della composizione e l'eccellenza del disegno. L'atmosfera raccolta e l'uso della luce sono stati paragonati a quelli dell'ultima produzione di Rembrandt.
Nel quadro Sebastiano è accasciato al suolo e solo le funi ai suoi polsi gli impediscono di scivolare a terra. Il martire è nudo, se non per un panno intorno ai lombi, e il capo di Sebastiano è riverso all'indietro e appoggiato al braccio destro. Una singola freccia è conficcata tra le sue costole, mentre altre giacciono a terra o sono conficcate nell'albero del suo martirio. Un sofisticato intreccio di luci e ombre modellano il corpo del santo, mentre una falce di luna splende sullo sfondo.

## Il disegno preparatorio?
L'Eskenazi Museum of Art dell'Università dell'Indiana conserva un disegno originale di Ribera che presenta una composizione molto simile a quella del San Sebastiano perduto. Secondo alcuni critici sarebbe stato disegnato intorno al 1626, mentre per altri sarebbe stato realizzato almeno tre anni più tardi; la critica è tuttavia unanime nel lodare l'accuratezza anatomica dimostrata dal pittore. Non è chiaro se il disegno sia un semplice schizzo dell'artista o un disegno preparatorio dell'opera andata perse nel rogo della Flakturm Fredrichshain.